# Brian Koonin
Brian Koonin är en amerikansk multiintstrumentalist och kompositör, mest känd som keyboardist för det pånyttfödda New York Dolls. 

## Biografi
Brian Koonin har en lång bakgrund som gitarrist och arrangör på Broadway, bland annat i uppsättningar som Les Miserables och Hair. I dag spelar han i Avenue Q. 
Koonins väg till protopunkbandet NY Dolls gick via gruppens sångare David Johansen. Han spelade på 1990-talet i gruppen Banshees of Blue, som fungerade som kompgrupp för Johansens alter ego, Buster Poindexter. I början av 2000-talet var han medlem av Johansens folkmusikorkester The Harry Smiths, med vilken han gav ut två skivor. När New York Dolls år 2004 skulle återförenas, bytte han till keyboards och är i dag en stadigvarande medlem av bandet. 
Koonin har också arbetat med artister som Barbra Streisand, Philip Glass och Jane Olivor. Dessutom kan hans musik höras i diverse film- och tv-sammanhang. Förutom gitarr och keyboards, spelar han bland annat ukulele och banjo. 